# Agràulies
Les Agràulies varen ser un festival de l'antiga Atenes celebrat en honor d'Agraulos, la filla de Cècrops. No es coneix gairebé res de les seves celebracions, però es pensa que podia estar connectat al jurament que feien els atenesos en arribar a la majoria d'edat, jurament que els obligava a lluitar pel seu país i observar les lleis. Els joves àtics començaven el servei militar amb una processó i un sacrifici en honor d'Àrtemis Agròtera ('Àrtemis de l'exterior'), i pronunciaven el seu jurament al santuari d'Agraulos.
A Xipre se celebrava també un festival dedicat a Agraulos durant el mes d'Afrodisió, on antigament s'havien fet sacrificis humans.